# ATR
ATR (Aerei da Trasporto Regionale ali Avions de transport régional) je francosko-italijansko letalsko podjetje, ki izdeluje turbopropelerska regionalna potniška letala ATR 42 in ATR 72. Sedež družbe je na letališču Toulouse Blagnac, Francija. 
Družba je bila ustanovljena leta 1981 s francoskim podjetjem Aérospatiale (zdaj del Airbusa) in italjinskim Aeritalia (zdaj Alenia Aermacchi). 
Alenia Aeronautica izdeluje trup letala in dele repa v kraju Pomigliano d'Arco blizu Neaplja. Krila letala sestavlja Airbuis v kraju Sogerma, Bordeaux. Sestava letala, testiranje, certifikacija in dostava letal pa so odgovornost ATR v Toulouse.

## Zgodovina
- 1988, dostava 100-tega ATR družbi Trans World Express (ATR 100th aircraft Arhivirano 2013-09-14 na Wayback Machine.)
- 1990, dostava 200-tega ATR družbi  Thai Airways (ATR 200th aircraft Arhivirano 2013-09-14 na Wayback Machine.)
- 1992, dostava 300-tega ATR družbi Karair, Finska (ATR 300th aircraft Arhivirano 2013-06-13 na Wayback Machine.)
- 1997, dostava 500-tega ATR družbi American Eagle(ATR 500th aircraft Arhivirano 2013-06-13 na Wayback Machine.
- 2000, dostava 600-tega ATR družbi Air Dolomiti (ATR 72-500). ATR 600th aircraft Arhivirano 2013-06-13 na Wayback Machine.
- 2006, dostava 700-tega ATR družbi Air Deccan,(ATR 72-500). (ATR 700th aircraft Arhivirano 2013-06-13 na Wayback Machine.)
- 2010, dostava 900-tega ATR družbi TRIP Linhas Aéreas, (ATR 72-500)  TRIP Linhas Aéreas.[4]
- 2012, dostava 1000-tega ATR družbio Air Nostrum(ATR 1000th aircraft[mrtva povezava])

## Letala
- ATR 42
- ATR 72

## Predlagana letala
- ATR 82 - v 1980ih je družba razmišljala o razvoju večje verzije ATR 72, poganjala bi ga dva motorja Allison AE2100 s potovalno hitrostjo 330 vozlov.[5]
- Podaljšani ATR  - leta 2007 so kot odgovor na Q400X, razmišlljali od 90-99 sedežnem letalu. [6] To letalo bi bilo bodoče serije -900. [7]